# The Unaware Atelier Master
«The Unaware Atelier Master» (яп. 勘違いの工房主～英雄パーティの元雑用係が、実は戦闘以外がSSSランクだったというよくある話～, Kanchigai no Atorie Maisutā: Eiyū Pāti no Moto Zatsuyōgakari ga, Jitsu wa Sentō Igai ga SSS Ranku Datta to Iu Yoku Aru Hanashi, Господар майстерні через непорозуміння: історія про колишнього різноробочого групи, який насправді мав ранг SSS у всьому, крім бою) — серія ранобе, написана Йосуке Токіно та ілюстрована Зоунозе. Спочатку публікована онлайн з серпня 2018 року, AlphaPolis видала одинадцять томів серії з березня 2019 року. Манґа-адаптація ілюстрована Нахару Фурукавою, почала серіалізацію онлайн на вебсайті манґи AlphaPolis у грудні 2019 року і була зібрана в сім томів танкобонів. Манґа публікується в цифровому вигляді англійською мовою через Alpha Manga. Аніме-телесеріал, створений EMT Squared, прем'єрував у квітні 2025 року, а закінчився у червні того ж року.

## Сюжет
Курт Рокганс, хлопчик-носій у відомій пригодницькій групі «Ікла Палаючого Дракона», був звільнений членами своєї групи, оскільки вони хотіли мати більш «компетентного» члена у своїх лавах і тому вважали його зайвим. Опинившись сам, він зустрічає Юлісію, колишню королівську служницю та нову власницю шахти, і допомагає їй у скрутному становищі. Після того, як вона помічає його неймовірні здібності (і сильно закохується в нього), вона приймає пропозицію подруги відкрити нову майстерню магічних досліджень і ремесел, де Курт стає її несвідомим головним майстром-ремісником, Майстром Ательє.
Чого Курт не знає, так це того, що ательє було створено як пастку для невідомих сил, які намагаються вбити Лізелотту, третю принцесу його рідного королівства Гомуросс, чиє існування є важливим зв'язком між двома могутніми державами. І таким чином, Курт несвідомо втягується в центральну роль у конфлікті, який загрожує знищити королівство.

## Персонажі
Курт Рокганс (яп. クルト・ロックハンズ, Kuruto Rokkuhanzu)
Сейю: Мікако Комацу
Колишній член «Ікла Палаючого Дракона», Курт — добрий і працьовитий п'ятнадцятирічний майстер на всі руки з віддаленого села Хаст у горах Шін. Попри його посередні бойові здібності, він надзвичайно перевершує всіх у небоєвих навичках, незалежно від складності завдань і виконує свою роботу значно швидше з приголомшливо дивовижними результатами, що, очевидно, є досить звичайним явищем у його рідному селі. Несвідомо він випромінює потужну магічну ауру, яка посилює або покращує все, над чим він працює. Однак він неймовірно наївний і має дуже низьку самооцінку, що робить його легкою мішенню для будь-кого, хто захоче ним маніпулювати. Після того, як Юлісія та інші високопоставлені особи королівства помічають його надзвичайні якості, вони наймають його як нового Майстра Ательє для майстерні магічних артефактів. Але, турбуючись про його особисту безпеку, вони залишають його в блаженному невіданні щодо його важливої ролі, дозволяючи йому вірити, що він лише звичайний майстер на всі руки.
Юлісія (яп. ユーリシア, Yūrishia)
Сейю: Асамі Сето
Красива, темношкіра колишня авантюристка та служниця королівської родини, яка успадкувала шахту магічних кристалів від своєї бабусі. Потребуючи доказів прибутковості шахти для сплати податків, вона наймає Курта тимчасовим шахтарем після того, як він пропонує їй свою допомогу, після чого він без особливих зусиль знаходить поклад надзвичайно потужних кристалів. Оскільки він продовжує вражати Юлісію своїми навичками, скромністю та невинністю, вона закохується в нього і починає ревно захищати його від небажаної (включно з романтичною) уваги інших людей. Після заснування нового ательє вона призначає себе особистим охоронцем Курта та офіційним посередником для отримання завдань.
Лізелотта Хомуросс (яп. リーゼロッテ・ホムロス, Rīzerotte Homurosu)
Сейю: Мінамі Танака
П'ятнадцятирічна третя принцеса королівства Хомуросс, народжена від короля Хомуросса та його другої дружини, принцеси з імперії Гурумак. Через її роль живої ланки між двома королівствами вона є ціллю для вбивства від Короля Демонів і тому її взяла під захист Майстер Ательє Офелія. Після того, як Курт несвідомо зцілює її від прокляття, яке повільно призвело б її до голодної смерті і ставиться до неї як до звичайної дівчини, вона дуже закохується в нього. Інші члени Ательє, повністю обізнані щодо Лізелотти, тримають її особу в секреті від Курта.
Міміко (яп. ミミコ, Mimiko)
Сейю: Хісако Канемото
Високопоставлена придворна чарівниця та власниця кафе «Міміко» в королівській столиці, яке насправді є магазином магічних предметів. Вона виглядає набагато молодшою, ніж є насправді і дуже чутлива до розкриття свого справжнього віку. Завдяки своєму рангу вона відповідає за таємні місії безпеки в межах королівства і є лідером «Фантомів», таємної оперативної організації.
Офелія (яп. オフィリア, Ofiria)
Сейю: Ріе Танака
Одна з п'ятнадцяти Майстрів Ательє королівства. Їй було доручено вилікувати принцесу Лізелотту від повільно діючого, але смертельного прокляття, накладеного невідомим джерелом. Після того, як вона дізнається про здібності Курта, особливо після того, як він легко зцілює Лізелотту від її прокляття, вона приєднується до Юлісії та інших у відкритті нового ательє. З часом і попри те, що вона на десять років старша за нього, вона також починає дивитися на Курта з романтичним почуттям.
Мішель Лалаката (яп. ミシェル・ララカタ, Misheru Rarakata)
Сейю: Марія Наганава
Вісімдесятирічна ельфійська покоївка та домогосподарка Офелії. Вона вправна в кулінарії, але жахливо не вміє прибирати.
Шіна (яп. シーナ, Shīna)
Сейю: Аяна Такетацу
Рейнджер пригодницької групи «Сакура» та молодша сестра Канса. Спочатку дуже критично налаштована щодо Курта після того, як він ненадовго приєднується до їхньої групи для дослідження підземелля, вона швидко змінює свою думку, побачивши, як він використовує свої надзвичайні гірничі навички, щоб самостійно розчленувати залізного дракона-голема.
Канс (яп. カンス, Kansu)
Сейю: Кайто Ішікава
Старший брат Шіни та важковаговий боєць «Сакури».
Данзо (яп. ダンゾウ, Danzō)
Сейю: Такуя Еґучі
Самурай і лідер групи «Сакура».
Кіршелл (яп. カーシェル, Kāsheru)
Сейю: Сахо Шірасу
Клерк у центрі зайнятості «Hello Hello Work Station» у місті Самара, яка регулярно шокована неймовірною ефективністю Курта.
Акурі (яп. アクリ)
Дівчинка препубертатного віку невідомого походження, яка вилупилася з яйця, подарованого Курту після того, як він вирішив проблему з водою в селі, створивши нове озеро. Коли вона вилупилася, дитина закарбувалася на ньому та прийняла зовнішність, схожу на його. Попри побоювання щодо протилежного, Акурі проявляє звичайний дитячий характер і прийняла Курта та Юлісію як своїх «батьків». Курт дав їй ім'я «Акурі» (що означає «край» або «бік» мовою іншої країни) як сполучну ланку для своєї названої сім'ї. Вона має вроджену здатність до телепортації, яку зазвичай використовує, щоб приєднатися до своїх «батьків», коли їх немає поруч.
Гільдеґарда (яп. ヒルデガルト, Hirudegaruto)
Представниця раси Демонфолк (або Рогатих Людей), яка зустріла Курта, коли Гільдеґарда та її батько прийшли до села Курта за ліками. Після того, як вона випадково отруїлася, а Курт врятував їй життя, вони стали друзями. Однак ліки, які дав їй Курт, випадково зробили її безсмертною і з того часу вона ображається на нього за це. Пізніше її захоплює граф Тайкон, щоб вона стала мимовільним донором еліксиру безсмертя, який він має намір дати своїй дочці Фаміль, щоб її омолодити.
Солфлеар (яп. ソルフレア, Sorufurea)
Представниця раси Демонфолк, яка виглядає як надзвичайно пишногруда жінка, схожа на темношкіру ельфійку з глибокими чорними очима. Вірна слуга Гільдеґарди, вона шукає свою господиню після того, як її викрав граф Тайкон, але ненавмисно стикається з Куртом та його друзями, побачивши здатність Акурі до телепортації та бажаючи використати її, щоб проникнути до маєтку графа. Після того, як її захоплюють і вона має можливість пояснитись, Курт та інші обіцяють виконати її місію.

## Медіа

### Ранобе
| №  | Дата виходу       | ISBN                   |
| -- | ----------------- | ---------------------- |
| 1  | 31 березня 2019   | ISBN 978-4-434-25747-6 |
| 2  | 31 липня 2019     | ISBN 978-4-434-26303-3 |
| 3  | 30 листопада 2019 | ISBN 978-4-434-26785-7 |
| 4  | 30 червня 2020    | ISBN 978-4-434-27333-9 |
| 5  | 31 серпня 2020    | ISBN 978-4-434-27776-4 |
| 6  | 31 січня 2021     | ISBN 978-4-434-28400-7 |
| 7  | 31 серпня 2021    | ISBN 978-4-434-29271-2 |
| 8  | 28 лютого 2022    | ISBN 978-4-434-29994-0 |
| 9  | 30 листопада 2022 | ISBN 978-4-434-31164-2 |
| 10 | 31 серпня 2023    | ISBN 978-4-434-32488-8 |
| 11 | 30 березня 2025   | ISBN 978-4-434-35495-3 |

### Манґа
Манґа-адаптація ілюстрована Нахару Фурукавою, почала серіалізацію на вебсайті манґи AlphaPolis 17 грудня 2019 року. Станом на жовтень 2024 року розділи манґи були зібрані в сім томів танкобонів. Серія публікується англійською мовою в додатку Alpha Manga від AlphaPolis.
| № | Дата виходу      | ISBN                   |
| - | ---------------- | ---------------------- |
| 1 | 30 листопад 2020 | ISBN 978-4-434-28137-2 |
| 2 | 31 травня 2021   | ISBN 978-4-434-28896-8 |
| 3 | 28 лютого 2022   | ISBN 978-4-434-29998-8 |
| 4 | 31 грудня 2022   | ISBN 978-4-434-31353-0 |
| 5 | 31 серпня 2023   | ISBN 978-4-434-32502-1 |
| 6 | 29 лютого 2024   | ISBN 978-4-434-33490-0 |
| 7 | 31 жовтня 2024   | ISBN 978-4-434-34674-3 |

### Аніме
Аніме-телесеріал було анонсовано 18 жовтня 2024 року. Його виробництвом займається EMT Squared, режисером є Хісаші Ішії, сценаристом серіалу — Деко Акао, дизайнером персонажів — Міюкі Накамура, а композитором музики — Харікему Вата. Прем'єра серіалу відбулася 6 квітня 2025 року, а закінчилась 22 червня 2025 року на Tokyo MX та інших мережах. Початковою музичною темою є «FACSTORY» у виконанні MeseMoa., а завершальною темою — «Haru ni Kiete» (яп. 春に消えて, Зникнути навесні) у виконанні LOT SPiRiTS. Crunchyroll здійснює потокове передавання серіалу.

#### Серії
| № серії | Назва серії | Режисер(и)     | Сценарист(и)    | Режисер(и) анімації | Оригінальна дата показу |
| --- | --- | -------------- | --------------- | ------------------- | ----------------------- |
| 1 | «Хлопець, який відповідав за рутину і мав низьку самооцінку, виявився володарем неймовірних навичок» Транслітерація: «Jiko Hyōka no Hikui Zatsuyōgakari ga, Jitsuha Tondemo Sukiru no Mochinushi datta Toiu Yoku Aru Hanashi» (яп. 自己評価の低い雑用係が、実はとんでもスキルの持ち主だったというよくある話)                     | Хісаші Ішії    | Деко Акао       | Хісаші Ішії         | 6 квітня 2025           |
| Курта, молодого майстра на всі руки з пригодницької групи «Ікла Палаючого Дракона», звільняють, бо інші члени вважають його абсолютно марним і хочуть замінити більш компетентним авантюристом. Зневірившись, він вирушає до міста Самаела і шукає роботу в центрі зайнятості «Hello Hello Work Station». Хоча він провалює тести на придатність до пригод, йому дають тимчасову роботу з ремонту стін прикордонного міста. Він не тільки ремонтує стіни неймовірно швидко, але й покращує їх; і після завершення всієї роботи виконроб більше не потребує його послуг, хоча й переказує йому щедру плату. Повертаючись до агентства за новою роботою, він зустрічає Юлісію, колишню авантюристку та нову власницю шахти, яка шукає допомоги у доведенні прибутковості своєї нової шахти, щоб уникнути арешту її спадку протягом тижня. Коли Курт пропонує свою допомогу, вона неохоче приймає її, але її вражають його надзвичайні навички, його наївність щодо них та вражаюче прибуткові результати його роботи після того, як він без особливих зусиль перетворює знайдені ним кристали на надзвичайно потужні магічні камені. Міміко, власниця чарівної крамниці, якій вона продає камені, пропонує профінансувати створення ательє магічних досліджень, а творця каменів зробити його директором. Щоб захистити Курта, Юлісія вирішує тримати його особистість та здібності в секреті від громадськості. | |                |                 |                     |                         |
| 2 | «Його перше ательє.» Транслітерація: «Hajimete no Kōbō» (яп. はじめての工房) | Харуме Косака  | Саека Фудзімото | Хісаші Ішії         | 13 квітня 2025          |
| Юлісія розповідає Курту про пропозицію Міміко, але Курт відмовляється. Продовжуючи видобуток, Курт знаходить поклади міфрилу та орихалку, надзвичайно рідкісних мінералів, які у його рідному селі настільки поширені, що він ставиться до них як до повсякденних знахідок, і прокопує тунель прямо через гору за лічені години, надаючи Юлісії можливість сплатити податки, стягуючи плату з мандрівників за використання цього нового короткого шляху через гори. Під час зустрічі з Міміко Юлісія погоджується, що Курт повинен стати Майстром Ательє, щоб королівство могло захищати та контролювати його. Тим часом «Ікла Палаючого Дракона» розпадаються після того, як їхня ефективність таємничим чином впала після звільнення Курта, а лідер групи Гольнова став розшукуваним злочинцем через свою лють через втрату кулінарних талантів Курта. Курт випадково зустрічає Бандану, рейнджерку «Ікла Палаючого Дракона», яка переконує Курта працювати на Майстра Ательє Офелію. Прибираючи ательє, Курт зустрічає молоду дівчину на ім'я Лізелотта, яка страждає від прокляття, яке Офелія марно намагалася зняти роками, і готує їй кашу, яка незбагненним чином її зцілює. Шокована Офелія відводить Лізелотту до Міміко, де з'ясовується, що вона — принцеса Лізелотта, дочка короля Хомуросса та його другої дружини, принцеси імперії Гурумак. Її існування забезпечує мир між двома могутніми державами, а її смерть призведе до війни. | |                |                 |                     |                         |
| 3 | «Що для нього означає видобуток» Транслітерація: «Kare ni Totte no Saikutsu» (яп. 彼にとっての採掘) | Кодзі Сасакі   | Азукі Сьодзу    | Йошіхіко Івата      | 20 квітня 2025          |
| Міміко називає трьох підозрюваних у проклятті Лізелотти: генерала Саннову Рісткац, єпископа Трістана Мейнольфа та королеву Ізадору, третю дружину короля. Щоб виманити винуватця, Офелія вирішує відкрити фіктивне ательє, де Лізелотта працюватиме під прикриттям, а Курта обирають Майстром. Курт влаштовується на роботу до пригодницької групи «Сакура», що складається з воїна Канса, його сестри, рейнджерки Сіни, та самурая Данзо. Під час полювання на залізних големів на групу нападають гобліни. Канс і Данзо залишаються, поки Сіна відводить Курта в безпечне місце, але вони стикаються із залізними драконами-големами, і Сіна шокована, коли Курт самотужки розбирає големів своїми гірничими навичками. Таємно скеровані Банданою, Лізелотта та Юлісія слідують за Куртом до підземелля та рятують авантюристів. Юлісія повідомляє Курту про ательє та наймає його працівником, хоча офіційно він значиться Майстром, а також наймає «Сакуру» як охорону. Юлісія відправляє Курта до Міміко, щоб оцінити його навички; Міміко бреше і каже Курту, що він лише майстер на всі руки середнього рівня, тоді як насправді його навички та магія практично невимірні. | |                |                 |                     |                         |
| 4 | «Нові друзі в новому ательє» Транслітерація: «Shin e Bō no Atarashī Nakama» (яп. 新エ房の新しい仲間) | Кен Кійота     | Нора Морі       | Хісаші Ішії         | 27 квітня 2025          |
| Юлісія вирішує відкрити Ательє в прикордонному містечку, стіни якого відремонтував Курт. Юлісія розповідає «Сакурі» про її та Лізелотти справжні особистості та про те, що Курта слід тримати в невіданні щодо його неймовірних навичок. Сіна незадоволена брехнею, але Юлісія зазначає, що Курт настільки наївний, що лиходії можуть скористатися ним; тому їхнім обов'язком буде охороняти і Курта, і Лізелотту. Бандана зв'язується з Данзо і повідомляє, що «Сакура» стала ціллю найманого диверсанта на ім'я Бібінокке. Данзо погрожує Бібінокке, але залишає його живим, і незабаром після цього Бібінокке заарештовує «Фантом», таємна поліція Міміко. Бандана отримує наказ від свого господаря розслідувати рідне місто Курта. «Сакура» приголомшені, коли всього за три дні Курт будує Ательє, розкішніше за особняк, з садами, самовідновлюваним джерелом води та спальнями. Юлісія встановлює навколо Ательє антипрокляті бар'єри, щоб убезпечити Лізелотту, але виявляє, що їх змив Курт, який вважав їх графіті. Не маючи більше матеріалів для відновлення бар'єру, Юлісія розуміє, що їй доведеться самій захищати Лізелотту, поки через кілька днів не прибуде Міміко. | |                |                 |                     |                         |
| 5 | «Прикордонне місто з ворогами з усіх боків.» Транслітерація: «Shimensoka no Henkyō Machi» (яп. 四面楚歌の辺境町) | Масаюкі Іімура | Нора Морі       | Кодзі Сасакі        | 4 травня 2025           |
| Через останні невдачі «Ікла Палаючого Дракона» єпископ Трістан відлучає Марлефіс від церкви, але пропонує прощення, якщо вона вб'є Лізелотту. Щоб забезпечити її слухняність, він накладає на неї те саме прокляття, яке раніше наклав на принцесу. Ще одну спробу вбивства зриває бар'єр, створений Куртом навколо всього ательє, який відбиває прокляття на того, хто його наклав, змушуючи його яскраво сяяти, але не вбиваючи; однак, замовника вбивають за невдачу, перш ніж Міміко та Офелія встигають його заарештувати. Лорд демонів, якому Трістан присвятив себе, використовує магічну силу Марлефіс, щоб підняти та послати армію нежиті проти міста, але генерал Алрейд, командир гарнізону (і виконроб з роботи Курта з реконструкції), шокований, коли армію знищують ділянки стіни, відремонтовані Куртом і наповнені очищувальною магією. Дізнавшись про напад, Юлісія планує атакувати демона, що ховається в покинутому форті, за допомогою Алрейда та магічних кристалів Курта. Відчуваючи, що він нічого не робить, Курт відволікається ковальством, створюючи зменшену версію самурайського меча Данзо, який він дарує Лізелотті. Курт помилково робить висновок, що Лізелотта боїться вандала, чиї «графіті» він стер, і, коли йому кажуть, що Юлісія пішла «прибрати» руїни, вирішує відвести Лізелотту до зруйнованого форту, щоб протистояти винуватцю. | |                |                 |                     |                         |
| 6 | «Дев'ятий напрямок.» Транслітерація: «Yomo ha Kata no Kyū Hōme» (яп. 四方ハ方の九方目) | Масаюкі Іімура | Нора Морі       | Кодзі Сасакі        | 11 травня 2025          |
| Алрейд та Юлісія протистоять Лорду Демонів, але не можуть його вбити через магічне коло, підживлене магією Марлефіс, що захищає його. Курт та Лізелотта прокопують тунель у фортецю з-під підлоги; Лорд Демонів атакує принцесу, але не може її вбити, оскільки заклинання, яке Курт вклав у її новий меч, створило її ілюзорних двійників. Курт приймає магічне коло Лорда Демонів за чергове графіті, робить висновок, що Марлефіс працює з винуватцем графіті, і стирає його, роблячи Лорда Демонів вразливим, і його та його армію виганяють. Курт, не маючи жодного уявлення про те, що насправді відбувається, ділиться своїм обідом з рисових кульок з Марлефіс (що ненавмисно знімає з неї прокляття), і Марлефіс заарештовує Фантом, але перш ніж вона встигає розкрити, що за замахом стоїть єпископ Трістан. Курт готує святковий бенкет для армії, яка вражена, коли їжа зцілює їхні поранення. Тим часом маркграф Тайкон відвідує свою полонянку, дівчину-демона Гільдеґарду. | |                |                 |                     |                         |
| 7 | «Новий тато таємничого яйця.» Транслітерація: «Fushigina Tamago no Shin Papa» (яп. 不思議な卵の新パパ) | Масаюкі Іімура | Нора Морі       | Кодзі Сасакі        | 18 травня 2025          |
| Поки Ательє подорожує до села, що потерпає від посухи, Курт згадує, як врятував дівчинку на ім'я Гільдеґард, яка з'їла отруйні ягоди. Юлісія дізнається, що сусіднє село також страждає від посухи, а Курт використовує підземне джерело, щоб створити величезне озеро для місцевої дикої природи (тим самим вирішуючи проблеми обох сіл), і селяни дарують їм кошики з яйцями водоплавних птахів. Лізелотта та Алрейд відвідують Тайкона, який наполягає на призначенні їхнього анонімного Майстра віце-королем Кордону, попри протести Лізелотти, оскільки це вимагатиме публічної появи Курта. Міміко виявляє, що Трістана було вбито невідомими спільниками. З одного з яєць Курта таємничим чином вилуплюється трирічна дівчинка, яка виглядає точнісінько як він і приймає його, Юлісію та Лізелотту як своїх «батьків». Юлісія впевнена, що вона монстр, але Курт захищає її і називає Акурі. Юлісія передає ДНК Акурі «Фантому», щоб ідентифікувати її вид, а Курт будує для неї спальню, яка одночасно є укріпленою мітрилом камерою, щоб запобігти її втечі, якщо вона стане агресивною. Якимось чином Акурі опиняється в кареті, що прямує на їхню наступну роботу, яка, як вони шоковано дізнаються, означає перемогу над Королем Демонів. | |                |                 |                     |                         |
| 8 | «Свист акрилу» Транслітерація: «Akuri no Byuntu» (яп. アクリのびゅんっ) | Масаюкі Іімура | Нора Морі       | Кодзі Сасакі        | 25 травня 2025          |
| Після цього шокуючого оголошення Курт та Юлісія зустрічають свою справжню клієнтку, дочку старого невдалого провісника лиха, яка знайомить їх з їхнім справжнім завданням: відновити апетит свиней на її фермі. Курт діагностує проблему та виробляє кормову суміш, яку свині жадібно споживають, але яка також приваблює незрілого дракона. Потім Юлісія знаходить і протистоїть зловісній переслідувачці, темношкірій жінці-демону, яка вимагає від них Акурі. Щойно Юлісія падає на коліна, Курт та Акурі (яка прибуває за допомогою телепортації) втручаються, змушуючи жінку-демона припинити бій і втекти. Курт пізніше знаходить її, сильно поранену, і виходжує її, але також знерухомлює її, щоб вона постала перед покаранням; коли він випадково згадує їй свою подругу дитинства, дівчинку-демона Гільдеґард, він помічає надзвичайно сильну реакцію жінки на це ім'я. Коли вони повертаються до ательє, Лізелотта представляє вродливого юнака, який дуже схожий на дорослого Курта, як Майстра Ательє. | |                |                 |                     |                         |
| 9 | «Зізнання Ліз» Транслітерація: «Rīze no Kokuhaku» (яп. リーゼの告白) | Кен Кійота     | Азукі Сьодзу    | Кодзі Сасакі        | 2 червня 2025           |
| Юлісія розуміє, що чоловік, Рікуто, є ілюзією з меча Лізелотти, яка показує Курта молодим дорослим, хоча Курт цього не помічає. Міміко повідомляє, що ДНК Акурі — людська, але її нігті містять кристали, налаштовані на стародавню магію телепортації. Ув'язнена жінка-демон, Солфлеар, зізнається, що їй потрібно врятувати Гільдеґарду, яка ув'язнена маркграфом Тайконом, і що вона сподівалася використати магію телепортації Акурі для цього. Міміко погоджується, що вони врятують Гільдеґарду, якщо жінка залишиться в Ательє. «Фантом» повідомляє, що в особняку Тайкона є кімната, яку може відкрити лише він, тому, якщо Гільдеґарда там, їм потрібно буде обманом змусити Тайкона відкрити двері. Вони планують увірватися під час триденного фестивалю, причому Лізелотта вирішує піти з Куртом на побачення в перший день, поки Юлісія займатиметься справами другого дня, а потім врятувати Гільдеґарду на третій. У перший день з Лізелоттою Курт зізнається, що він завжди бував на фестивалях лише як працівник з обслуговування, тому Лізелотта забезпечує їм цілий день розваг. Коли Курт щасливий, Лізелотта планує зізнатися у своїх почуттях, але Курт помічає неподалік замок Тайкона. Настрій зник, і Лізелотта вирішує сказати Курту, що вона та всі в Ательє глибоко поважають його і продовжуватимуть працювати поруч із ним. | |                |                 |                     |                         |
| 10 | «Побачення Юлісії» Транслітерація: «Yūrishia no Dēto» (яп. ユーリシアのデート) | Фуміо Маезоно  | Саека Фудзімото | Хісаші Ішії         | 9 червня 2025           |
| Курт кує Юлісії меч з міфрилу/адамантиту, який вона називає «Сніжинка». Перш ніж вона встигає розпочати своє фестивальне побачення з Куртом, він вплутується в суперечку між бандитами та продавцем м'ясних булочок. «Фантом» натякає Юлісії, що ресторан Ґарґела надіслав бандитів, оскільки боявся, що чоловік переможе його в конкурсі їжі. Юлісія присягається помститися Ґарґелу за те, що він зіпсував її побачення. Оскільки бандити знищили їхнє м'ясо, Курт розробляє булочку Анко з інгредієнтів, доступних на фестивалі: кактусового меду, червоної квасолі та гарячої джерельної води, яку Курт видобув на міській площі. Ґарґел знову намагається підкупити бандитів, але виявляється, що це Лізелотта та «Фантом» у магічних маскуваннях. Ґарґел намагається зарізати Лізелотту, тому його ув'язнюють довічно, залишаючи Тайкона без кухаря в його маєтку. Оскільки наступного дня у нього зустріч з Лізелоттою, Тайкон поспіхом вимагає замінного кухаря і зупиняється на переможці конкурсу їжі; Курті, шеф-кухарі Анко. Наодинці Тайкон прагне зустрітися з таємничим Майстром Рікуто. На третій день Юлісія та Лізелотта прямують до маєтку Тайкона з планом порятунку Гільдеґарди, але «Фантом» терміново повідомляє, що Курта насильно забрали на кухню Тайкона, щоб він працював шеф-кухарем, разом з Акурі, зірвавши їхній план в останню секунду. | |                |                 |                     |                         |
| 11 | «Секрет Маркграфа» Транслітерація: «Henkyō Haku no Himitsu» (яп. 辺境伯の秘密) | Шігенорі Аваї  | Нора Морі       | Йоко Ізука          | 15 червня 2025          |
| Опинившись усередині маєтку Маркграфа, Курт без зусиль відчиняє двері до неприступної кімнати, але замість Гільдеґарди знаходить літню жінку на ім'я Фаміль, дочку Тайкона, яка, як вважалося, померла багато років тому. Лізелотта маніпулює Тайконом, змушуючи його повірити, що він наодинці з Рікуто, і підслуховує, як Тайкон запитує про вічну молодість. Тайкон пояснює, що оскільки демони живуть тисячі років, має бути можливим продовжити людське життя шляхом пересадки демонічних клітин в людські тіла. Зрозумівши з його відчаю, що Тайкон хоче препарат для омолодження для когось іншого, Лізелотта імітує злам, а потім слідує за Тайконом, коли він поспішає до кімнати Фаміль. Фаміль веде Курта до камери Гільдеґарди, де Гільдеґарда звинувачує його в її ув'язненні, стверджуючи, що вона не старіла з того часу, як Курт вилікував її від отрути зіллям з Веселкових Квітів. Попри всі докази того, що Фаміль страждає від хвороби швидкого старіння, і Тайкон сподівався використати Гільдеґарду, щоб вилікувати її, Курт помилково робить висновок, що Тайкон — лолікон, і коли Фаміль постаріла, він планував удочерити Гільдеґарду, щоб замінити її, оскільки Гільдеґарда залишатиметься молодою вічно. Вражена його ідіотизмом, Гільдеґарда паралізує Курта, щоб вона могла спокійно поговорити з усіма. Попри його мотиви ув'язнення, Фаміль просить Гільдеґарду вбити Тайкона. | |                |                 |                     |                         |
| 12 | «Звичайна історія про те, як колишній завідувач господарством у групі героїв насправді мав SSS-ранг у всьому, крім бойових навичок» Транслітерація: «Eiyū Pātī no Zatsuyō-gakari ga, Jitsuwa Sentō Igai ga SSS Ranku Datta to iu Yoku Aru Hanashi» (яп. 英雄パーティーの雑用係が, 実は戦闘以外がSSSランクだったというよくある話) | Хісаші Ішії    | Деко Акао       | Хісаші Ішії         | 22 червня 2025          |
| Коли Лізелотта, Гільдегарда та Юлішія викривають Тайкона, він у всьому зізнається, але все ще готовий продати власну душу, аби вилікувати Фаміль. Раптом втручається сама Фаміль, що відновила сили завдяки м'ясним булочкам Курта. З'являється демон Скриптор, який зізнається, що це він прокляв Фаміл, убив єпископа Трістана та прокляв Лізелотту. Юлісія атакує Скриптора, але той помічає, що її меч «Сніжинка» є святим мечем, тому тікає, повторно викликавши переможеного Короля Демонів. З'являються Курт та Акурі, і щойно Король Демонів розуміє, що Курт, мабуть, із села Хаст, він тікає з місця події. Курт пояснює, що Королі Демонів часто нападали на Хаст, тому селяни навчилися майстерно їх перемагати. Коло призову Скриптора намагається зібрати магію вартістю 100 душ як плату за виклик Короля Демонів, але на загальний подив, воно забирає м'ясні булочки Курта і зникає. Церква замовчує інцидент, оскільки це означає, що теоретично Курт міг би викликати нескінченну кількість демонів, використовуючи м'ясні булочки замість людських жертв. Бандана дістається Хаста і робить висновок, що Курт не тільки могутніший, ніж здається, але й що Акурі пов'язана з міфічним Великим Мудрецем. Тайкон дарує Курту ранг Лицаря, підвищує Юлісію до Баронеси та призначає Рікуто Намісником Прикордоння. Повернувшись додому, Гільдегарда згадує, що минуло 1200 років відтоді, як вони з Куртом зустрілися дітьми. Курт намагається повернутися до своєї роботи різноробочого, але Рікуто оголошує, що їде на деякий час, і призначає Лізелотту тимчасовим Намісником, а Курта — тимчасовим Майстром Ательє. | |                |                 |                     |                         |

## Нотатки
1. ↑  Епізоди виходять на ABEMA, dAnime Store та Crunchyroll за тиждень до їхнього телевізійного показу.